# پالایشگاه و کارخانه گوگردسازی بی بی یان
پالایشگاه و کارخانه گوگردسازی بی بی یان مربوط به دوران‌های تاریخی پس از اسلام است و در شهرستان مسجدسلیمان، محله ی بی بی یان واقع شده و این اثر در تاریخ ۱ خرداد ۱۳۹۶ با شمارهٔ ثبت ۳۱۷۲۴ به‌عنوان یکی از آثار ملی ایران به ثبت رسیده است.